# بوشابل (بوشابل)
بوشابل هي إحدى مشيخات المملكة المغربية، تتبع جغرافيا لإقليم تاونات وإداريًا لبوشابل. يقدر عدد سكانها بـ 8590 نسمة حسب الإحصاء الرسمي للسكان والسكنى لسنة 2004.